# 张文表
張文表（？—？），朗州武陵縣人。
早年隨王進逵、周行逢。後周顯德（954-960）年間，擔任朗州大都督，周行逢為武平軍（治朗州）節度使。周行逢好杀，张文表请求赴任衡州刺史，又多方贿赂以自保。周行逢临死时，子周保权年幼，周行逢担心张文表因不被任为行军司马而怀恨作乱，嘱咐周保权：若张文表作乱，当派杨师璠讨之，如若不能平定，再求救于宋朝。周保权继位，张文表果然因不甘臣服幼主而作乱，以奔丧为由袭取潭州，杀行军司马知留后廖简，自称留后，并对宋朝上表自称奔丧时遭廖简为难，别无他意。周保权派杨师璠讨伐，同时也求救于荆南，宋朝闻讯以此为由出兵，并表示可以接受张文表入朝。相持很久后杨师璠先败后胜，打破潭州活捉张文表。当时宋朝使者已到，杨师璠等意识到宋朝希望得到活着的张文表，为防张文表归宋后报复，将其就地处决，傳頭於朗州示眾，肉被食盡。
虽然宋军未到，张文表已平，但宋朝仍借出兵之机吞并了荆南军和武平军，是为荆湖之战。